# 虫谷川 (立山町)
虫谷川（むしたにがわ）は、富山県中新川郡立山町を流れる白岩川の支流の二級河川。総延長は約6.5キロメートル。

## 特徴
塔倉山を源流とし、上流域は殆どが硬い流紋岩（岩稲累層）を削って出来たV字谷である。中流では比較的広い河川敷が出来るが、岩室の滝より下流では再び深い谷となる。平野部に出てからは谷底平野を形成し、白岩川に合流する。

## 地質
上流域では主に黒色流紋岩と泥岩からなる岩稲累層の上に、高峰山の第四紀の噴火噴出物によって形成された厚い層が重なっている。流域にある落差24メートルの岩室の滝は岩稲累層にかかる滝であり、大規模な滝壺が見られる。

## 自然
落葉樹と常緑樹の混交林が広がる。岩室の滝周辺はハコネシダ自生地である。ここ以外での自生地は大岩川沿いが唯一である。